# إرنست موهلين
إرنست موهلين (بالإنجليزية: Ernest Mühlen) (8 يونيو 1926 - 19 مارس 2014)، سياسي لوكسمبورغي في حزب الشعب المسيحي الاجتماعي، وصحفي اقتصادي ولد في مدينة لوكسمبورغ. حصل على مقعد في المجلس البلدي لمدينة لوكسمبورغ في عام 1973، وكان وزيرًا في حكومة بيير فيرنر في أوائل الثمانينيات، وكان أحد أعضاء البرلمان الأوروبي الستة في لوكسمبورغ من عام 1984 حتى عام 1989، ثم عضوًا في مجلس النواب خلال الفترة (1989-1991)، وكان ممثلاً عن لوكسمبورغ في البنك الأوروبي لإعادة البناء والتنمية (1991-1996).